# Lista över fornlämningar i Uppsala kommun (Åland)
Lista över fornlämningar i Uppsala kommun (Åland) är en förteckning av ett urval av de fornlämningar som finns i Åland i Uppsala kommun.
| Namn                     | Lämningstyp | Tillkomsttid | Historisk indelning | Plats | Läge                 | ID-nr          | Bild                                      |
| ------------------------ | ----------- | ------------ | ------------------- | ----- | -------------------- | -------------- | ----------------------------------------- |
| Åland 1:1                | Gravfält    |              | Åland, Uppland      |       | 59.875847, 17.292750 | 10029800010001 | Ladda upp en bild av detta fornminne      |
| Åland 4:1                | Fornborg    |              | Åland, Uppland      |       | 59.890001, 17.318253 | 10029800040001 | Ladda upp en bild av detta fornminne      |
| U 890 (Åland 5:1)        | Runristning |              | Åland, Uppland      |       | 59.874907, 17.288115 | 10029800050001 | Ladda upp en till bild av detta fornminne |
| Åland 8:1                | Fornborg    |              | Åland, Uppland      |       | 59.883052, 17.261542 | 10029800080001 | Ladda upp en bild av detta fornminne      |
| Borgberget (Åland 10:1)  | Fornborg    |              | Åland, Uppland      |       | 59.869794, 17.262434 | 10029800100001 | Ladda upp en till bild av detta fornminne |
| U 889 (Åland 11:1)       | Runristning |              | Åland, Uppland      |       | 59.879889, 17.269891 | 10029800110001 | Ladda upp en till bild av detta fornminne |
| Åland 15:1               | Gravfält    |              | Åland, Uppland      |       | 59.872556, 17.281190 | 10029800150001 | Ladda upp en bild av detta fornminne      |
| Åland 16:1               | Gravfält    |              | Åland, Uppland      |       | 59.871834, 17.280986 | 10029800160001 | Ladda upp en bild av detta fornminne      |
| Åland 18:1               | Gravfält    |              | Åland, Uppland      |       | 59.876165, 17.277323 | 10029800180001 | Ladda upp en bild av detta fornminne      |
| Åland 19:1               | Gravfält    |              | Åland, Uppland      |       | 59.876234, 17.275841 | 10029800190001 | Ladda upp en bild av detta fornminne      |
| Åland 21:1               | Fornborg    |              | Åland, Uppland      |       | 59.867931, 17.276828 | 10029800210001 | Ladda upp en bild av detta fornminne      |
| Skansberget (Åland 22:1) | Fornborg    |              | Åland, Uppland      |       | 59.904089, 17.313378 | 10029800220001 | Ladda upp en bild av detta fornminne      |